# 2009年夏季聽障奧林匹克運動會閉幕式
2009年夏季聽障奧林匹克運動會閉幕式是2009年夏季聽障奧林匹克運動會的閉幕典禮，於當地時間2009年9月15日晚上7時30分在中華民國臺北市的臺北田徑場舉行，歷時約2個半小時。

## 閉幕式播報語言
開幕式的播報語言分別是此次主辦國中華民國的官方語言中文及國際通用語言英文。

現場主持人陳康亦使用手語翻譯，為聽障的朋友們服務。

## 閉幕式經過

### 第三幕：辦桌
用最傳統的台式辦桌，作為閉幕式道別的獻禮。大會共辦了350桌流水席，以11道葷、素（包含開幕時出現的5道）菜餚款待各國聽障運動員及代表；其中最有特色也最讓外國選手好奇的莫過於珍珠奶茶，有位法國的選手，指著杯子裡的珍珠問到「sea food」?一旁的外語志工解釋後，他才露出豁然的笑容。另ㄧ桌的肯亞朋友則是怎麼喝都沒頭緒，手拿著吸管卻不知如何飲用，最後索性是撕開封口直接灌進嘴裡。看來珍珠奶茶對外國朋友來說，真的是充滿了驚奇。另外觀眾也有點心盒可以享用。

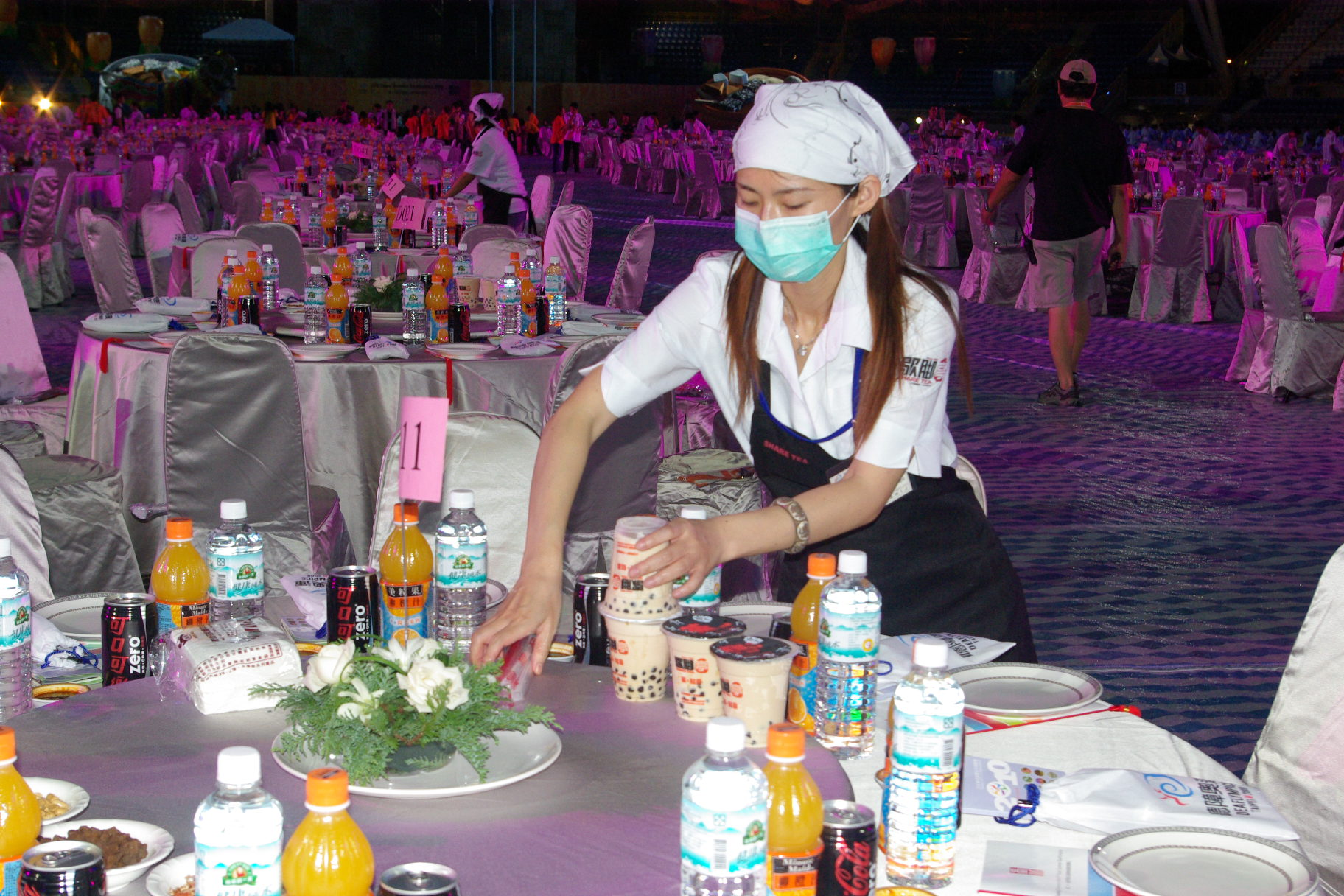
2009年夏季聽障奧林匹克運動會閉幕式指定特色茶飲 珍珠奶茶上桌

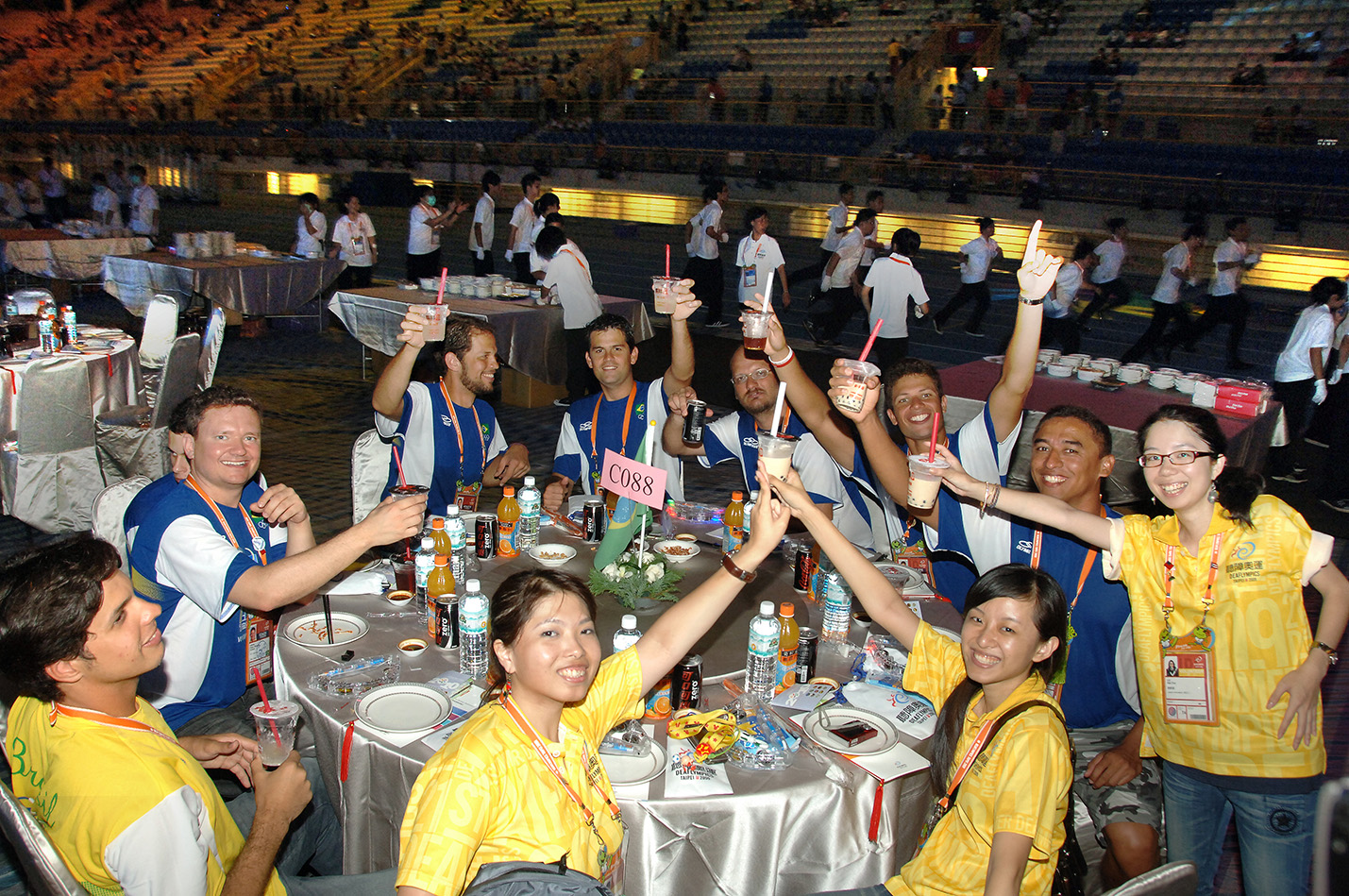
2009年夏季聽障奧林匹克運動會閉幕式受歡迎的指定特色茶飲 珍珠奶茶舉杯

- 以下菜單有標示紅字的，亦為於開幕式「好吃在台北」出現過的五樣小吃。

- 台灣特色珍珠奶茶
  - 粉圓（又稱珍珠或波霸）、奶精、炒糖、紅茶
- 開胃小菜
  - 屏東櫻花蝦、雲林花生、大溪豆干
- 台灣寶島藝術拼
  - 台式九孔、烏魚子、水晶卷
- 傳統圓籠小籠包
  - 皮凍、花麵、鮮肉
- 豆豉塩冬瓜蒸魚
  - 深海海鱸魚、豆腐、豆豉、塩冬瓜
- 台灣特製甜不辣
  - 小芽白、白蘿蔔、淡水魚丸、甜不辣片
- 台灣特色牛肉麵
  - 牛筋、牛肉、麵條、油花菜
- 迷你佛跳牆
  - 小花菇、魚皮、魚肚、芋頭、雞柳、里肌條、栗子、脆筍
- 台灣古味魯肉飯
  - 現蒸白飯、台灣滷肉燥、淡水鐵蛋、泡黃蘿蔔
- 八里綠筍焗鮮蝦
  - 蝦仁、綠竹筍
- 台灣精緻伴手禮
  - 台中鳳梨酥、台北牛軋糖、古坑咖啡梅、台灣高山茶
- 台南特產芒果冰
  - 芒果丁、冰

- 台灣特色珍珠奶茶
  - 粉圓（又稱珍珠或波霸）、奶精、炒糖、紅茶
- 開胃小菜
  - 蜜紅蘿蔔、炸花生、大溪豆干
- 台灣寶島蔬果拼
  - 美生菜、火龍果、素鮑片、蘆筍、水蜜桃
- 傳統圓籠素蒸餃
  - 青江菜、花麵、豆干丁、冬菇末
- 台灣特色鰻魚卷
  - 素鰻魚卷、青江菜、秀珍菇
- 台灣特製甜不辣
  - 小芽白、白蘿蔔、杏鮑菇、竹笙、蒟蒻球、沾醬
- 台灣一品東坡肉
  - 素火腿、冬瓜、瓢干、青江菜、素蠔皇汁
- 迷你金湯韓笙翅
  - 素魚翅、韓松、竹笙、蓮子、木耳、枸杞、紅棗
- 台灣古味金瓜飯
  - 現蒸白飯、南瓜丁、素肉丁、香菇丁
- 八里綠筍焗杏鮑
  - 玉米筍、綠竹筍、素蝦仁、杏鮑菇、起司絲
- 台灣精緻伴手禮
  - 台中鳳梨酥、台北牛軋糖、古坑咖啡梅、台灣高山茶
- 台南特產芒果冰
  - 芒果丁、冰